# BMW N63
| N63                            | N63                                             |
| ------------------------------ | ----------------------------------------------- |
|                                |                                                 |
| Виробник:                      | BMW                                             |
| Марка:                         | N63                                             |
| Тип:                           | V8 90° Подвійний турбонаддув                    |
| Робочий об'єм:                 | - 4,0 л (3982 куб.см) - 4,4 л (4395 куб.см) см3 |
| Максимальна потужність:        | 300–390 кВт (402–523 к.с.) кВт                  |
| Максимальний обертовий момент: | 600-750 Н⋅м Н·м                                 |
| Циліндрів:                     | 8                                               |
| Клапанів:                      | 32                                              |
| Хід поршня:                    | - 80 мм (3,15 дюйма) - 88,3 мм (3,48 дюйма) мм  |
| Діаметр циліндра:              | - 89 мм (3.50 дюйма) мм                         |
| Система живлення:              | пряме впорскування                              |
| Охолодження:                   | рідинне охолодження                             |
| Газорозподільний механізм:     | DOHC                                            |
| Матеріал блоку циліндрів:      | Алюміній                                        |
| Матеріал ГБЦ:                  | Алюміній                                        |
| Тактність (число тактів):      | 4                                               |
| Червона зона:                  | 6500 об/хв                                      |
| Рекомендоване паливо:          | Бензин                                          |

BMW N63 — це бензиновий двигун V8 з подвійним турбонаддувом, який випускається з 2008 року по теперішній час. N63 є першим у світі серійним автомобільним двигуном, який використовує компонування "hot-vee", з турбокомпресорами, розташованими всередині "V" двигуна. Це також перший двигун V8 з турбонаддувом BMW.
N63 замінив BMW N62 (атмосферний двигун V8) і вперше був використаний у 2008 X6 xDrive50i.
Двигун S63 є високопродуктивною версією BMW M N63.
Версії Alpina N63 використовуються в різних моделях F01 7 серії, F10 5 серії, G11 7 серії, G16 8 серії та G30 5 серії.

## Дизайн
Шлях повітряного потоку через двигун використовує схему «hot-vee», де випускні колектори та турбокомпресори розташовані між рядами циліндрів (у «всередині» V8), а впускні колектори розташовані зовні двигуна. Це протилежне традиційному макету для V8, де впускний отвір знаходиться всередині "V", а випускний колектор - зовні. Компонування з гарячим ковзанням зменшує ширину двигуна та зменшує довжину випускної труби від випускних клапанів до турбокомпресорів. У двигуні використовуються повітряно-водяні проміжні охолоджувачі, що покращує відгук на дросель.
Подібно до N54B30, початковий N63 (включно з S63) не використовував Valvetronic (змінний підйом клапана), тому що його перевага зменшення вакууму на впуску не настільки важлива для двигунів з турбонаддувом}.  Завдяки наявності турбонаддува в N63 не використовується впускний колектор змінної довжини.
N63 є першим двигуном BMW V8 з прямим уприскуванням.
У N63/S63 використовується отвор 89 мм (3,50 дюйм) і хід 88,3 мм (3,48 дюйм) (крім китайського ринку 4.0 літровий варіант).

### Технічне оновлення 2012 року
У 2012 році до N63 було застосовано «технічне оновлення», у результаті чого з’явилися варіанти N63TU (також відомі як N63B44O1). Основним оновленням було додавання Valvetronic. Інші зміни включають переглянуті турбокомпресори, видалення продувного клапана, полегшені поршні, ковані шатуни та колінчастий вал, додавання лабіринтової системи уловлювання/повернення масла кришки клапана, нові ущільнення штока клапана, переглянуту паливну систему та додавання другого насоса охолоджуючої рідини.

### Технічне оновлення 2016 року
Друге технічне оновлення відбулося в 2016 році, в результаті чого з’явилися варіанти N63TU2 (також відомі як N63B44O2). Основні зміни полягають у використанні подвійних турбонагнітачів, ширшому діапазоні потужності та переміщенні теплообмінника масло/охолоджуюча рідина до «V» двигуна.

### Технічне оновлення 2018 року
Третє технічне оновлення було представлено в 2018 році. Пропонується два варіанти: N63B44M3 і N63B44T3. N63B44M3 має покращений теплозахисний захист картера і головки блоку циліндрів, а також нову систему запалювання. N63B44T3 отримав форсунки з вищим тиском (5000 фунтів на квадратний дюйм), збільшені турбокомпресори з подвійною спіральною системою, перероблений впускний колектор і радіатор охолодження, що стоїть перед ним.

## Моделі
| Двигун   | Об'єм    | потужність                                | Крутний момент                             | років          |
| -------- | -------- | ----------------------------------------- | ------------------------------------------ | -------------- |
| N63B40A  | 3982 куб | 300 кВт (402 к. с.) при 5500 об/хв        | 600 Н⋅м (443 фунт⋅фут) при 1750-4500 об/хв | 2012–2015 роки |
| N63B40A  | 3982 куб | 331 кВт (444 к. с.) при 5500 об/хв        | 650 Н⋅м (479 фунт⋅фут) при 1750-4500 об/хв | 2012–2015 роки |
| N63B44O0 | 4395 куб | 300 кВт (402 к. с.) при 5500-6400 об/хв   | 600 Н⋅м (443 фунт⋅фут) при 1750-4500 об/хв | 2008–2013 роки |
| N63B44O1 | 4395 куб | 331 кВт (444 к. с.) при 5500-6000 об/хв   | 650 Н⋅м (479 фунт⋅фут) при 2000-4500 об/хв | 2013–2016 роки |
| N63B44O2 | 4395 куб | 331 кВт (444 к. с.) при 5500-6000 об/хв   | 650 Н⋅м (479 фунт⋅фут) при 1800-4500 об/хв | 2016–2020 роки |
| N63B44M3 | 4395 куб | 340 кВт (456 к. с.) при 5250-6000 об/хв   | 650 Н⋅м (479 фунт⋅фут) при 1500-4750 об/хв | 2018–тепер     |
| N63B44T3 | 4395 куб | 390 кВт (523 к. с.) при 5500-6000 об/хв   | 750 Н⋅м (553 фунт⋅фут) при 1800-4600 об/хв | 2018–тепер     |
| S63B44O0 | 4395 куб | 408 кВт (547 к. с.) при 6000 об/хв        | 680 Н⋅м (502 фунт⋅фут) при 1500-5650 об/хв | 2010–2013 роки |
| S63B44T0 | 4395 куб | 412 кВт (553 к. с.) при 6000-7000 об / хв | 680 Н⋅м (502 фунт⋅фут) при 1500-5750 об/хв | 2011–2018 роки |
| S63B44T2 | 4395 куб | 423 кВт (567 к. с.) при 6000-6500 об/хв   | 750 Н⋅м (553 фунт⋅фут) при 2200-5000 об/хв | 2015–2018 роки |
| S63B44T4 | 4395 куб | 441 кВт (591 к. с.) при 5600-6700 об/хв   | 750 Н⋅м (553 фунт⋅фут) при 1800-5600 об/хв | 2018–тепер     |
| S63B44T4 | 4395 куб | 460 кВт (617 к. с.) при 5600-6700 об/хв   | 750 Н⋅м (553 фунт⋅фут) при 1800-5800 об/хв | 2019–тепер     |

### N63B40A
Цей менший варіант продавався на китайському ринку. Завдяки меншій довжині ходу 80 мм (3,15 дюйм), місткість зменшена до 3 982 см3 (243,0 дюйм3).
Застосування:
- 2012–2017 F12/F13 650i (лише Китай, 300 кВт (402 гальм. к. с.) версія)
- 2012–2017 F01/F02 750i/750Li (лише Китай, 331 кВт (444 гальм. к. с.) версія)

### N63B44O0
Початкова версія N63 випускає 300 кВт (402 гальм. к. с.) і 600 Н⋅м (443 фунт⋅фут).
Застосування:
- 2008 – 2013 E71 X6
- 2009 – 2012 F01/F02 750i/750Li[11]
- 2010 – 2012 F07 550i GT
- 2010 – 2013 F10/F11 550i
- 2011 – 2013 E70 X5
- 2012 – 2017 F12/F13 650i
- 2011–2014 Wiesmann GT MF4

### N63B44O1 (N63TU)
Перше технічне оновлення призвело до збільшення на 31 кВт (42 гальм. к. с.) і 50 Н⋅м (37 фунт⋅фут).
Застосування:
- 2013 – 2015 F01/F02 750i/750Li
- 2013 – 2016 F07 550i GT
- 2014 – 2016 F10/F11 550i
- 2014 – 2018 F15 X5
- 2014 – 2019 F16 X6
- 2013 – 2018 F12/F13 650i
- 2013 – 2019 F06 650i

### N63B44O2 (N63TU2)
Друге технічне оновлення призвело до того, що максимальний крутний момент досягає понад 200 об/хв ширший діапазон.
Застосування:
- 2016 – 2019 G11/G12 750i/750Li sDrive/xDrive
- 2017 – 2020 G30/G31 M550i xDrive

### N63B44M3 (N63TU3)
Застосування:
- 2018 – G05 X5 xDrive50i
- 2018 – G07 X7 xDrive50i

### N63B44T3 (N63TU3)
Застосування:
- 2018 – G14/G15/G16 M850i xDrive
- 2019 – G11/G12 750i/750Li sDrive/xDrive
- 2020 – G30/G31 M550i xDrive
- 2020 – G05 X5 M50i
- 2020 – G06 X6 M50i
- 2020 – G07 X7 M50i
- 2021 – G14/G15/G16 Alpina B8 Gran Coupe
- 2022 – Land Rover Range Rover (L460)[12][13]
- 2022 – Land Rover Range Rover Sport (L461)

## S63
| S63                            | S63                            |
| ------------------------------ | ------------------------------ |
|                                |                                |
| Виробник:                      | BMW                            |
| Марка:                         | S63                            |
| Тип:                           | V8 90° Подвійний турбонаддув   |
| Робочий об'єм:                 | - 4,4 л (4395 куб.см) см3      |
| Максимальна потужність:        | 408–460 кВт (547–617 к.с.) кВт |
| Максимальний обертовий момент: | 680-750 Н⋅м Н·м                |
| Циліндрів:                     | 8                              |
| Клапанів:                      | 32                             |
| Хід поршня:                    | - 88,3 мм (3,48 дюйма) мм      |
| Діаметр циліндра:              | - 89 мм (3.50 дюйма) мм        |
| Система живлення:              | пряме впорскування             |
| Охолодження:                   | рідинне охолодження            |
| Газорозподільний механізм:     | DOHC                           |
| Матеріал блоку циліндрів:      | Алюміній                       |
| Матеріал ГБЦ:                  | Алюміній                       |
| Тактність (число тактів):      | 4                              |
| Червона зона:                  | 7200 об/хв                     |
| Рекомендоване паливо:          | Бензин                         |

S63 — це версія BMW M для N63, яка дебютувала в BMW X6 M і використовувався в моделях BMW M5 з 2011 року по теперішній час. У S63 використовуються два турбокомпресори з двома спіральними двигунами, а також випускний колектор, налаштований на імпульсну передачу двигунів, щоб підтримувати постійні імпульси вихлопу, що надходять до турбокомпресорів при кожному повороті на 180 градусів.

### S63B44O0
Застосування:
- 2010 – 2013 E70 X5 M
- 2010 – 2013 E71 X6 M
- 2011 – 2014 Wiesman GT MF5[14]

### S63B44T1
Технічне оновлення S63, відоме як S63B44T1, дебютувало на седані F10 M5. Ця версія використовує Valvetronic , ступінь стиснення 10:1 (порівняно з 9,3:1 для версії без TU) і 1,5 бар наддуву (порівняно з 1,3). Це перший двигун BMW M, який використовує Valvetronic. Обмеження обертів було збільшено з 6800 об/хв до 7200 об/хв.
Застосування:
- 2011 – 2017 F10 M5
- 2012 – 2018 F12/13 M6
- 2013 – 2018 F06 M6 Gran Coupe

### S63B44T2
S63B44T2 дебютував на X5 2015 року М і Х6 М моделі.
Застосування:
- 2015 – 2019 F85 X5 M
- 2015 – 2019 F86 X6 M

### S63B44T3
S63B44T3 дебютував на M5 2018 року.
Застосування:
- 2018 – сьогодні F90 M5
- 2018 – тепер F90 M5 Competition
- 2019–тепер F91/92/93 M8
- 2019–сьогодні F91/92/93 M8 Competition
- 2020–тепер F95 X5 M
- 2020–сьогодні F95 X5 M Competition
- 2020–сьогодні F96 X6 M
- 2020–тепер F96 X6 M Competition

## P63
P63 — це версія BMW Motorsport N63, яка дебютувала на BMW M8 GTE.

## Альпіна
Alpina використовує варіант двигуна N63, який був зібраний вручну на заводі Alpina в Бухлое перед транспортуванням на виробничу лінію BMW.
Для 2013 модельного року двигун Alpina отримав Valvetronic, як і всі інші двигуни N63.
| Двигун              | Потужність                                     | Крутний момент                             | Ступінь стиснення | Роки           |
| ------------------- | ---------------------------------------------- | ------------------------------------------ | ----------------- | -------------- |
| M1                  | 373 кВт (500 гальм. к. с.) при 5500 об/хв      | 700 Н⋅м (516 фунт⋅фут) при 3000-4750 об/хв | 9,2:1             | 2009–2012 роки |
| M1/1                | 397 кВт (532 гальм. к. с.) при 5200-6250 об/хв | 730 Н⋅м (538 фунт⋅фут) при 2800-5000 об/хв | 9,2:1             | 2012–2014 роки |
| М2, М2/1            | 397 кВт (532 гальм. к. с.) при 5200-6250 об/хв | 730 Н⋅м (538 фунт⋅фут) при 2800-5000 об/хв | 10,0:1            | 2012–2015 роки |
| M2/2                | 441 кВт (591 гальм. к. с.) при 6000 об/хв      | 800 Н⋅м (590 фунт⋅фут) при 3500-4500 об/хв | 10,0:1            | 2015-          |
| M5 (N63M30)         | 447 кВт (599 гальм. к. с.) при 5750-6250 об/хв | 800 Н⋅м (590 фунт⋅фут) при 3000-5000 об/хв | 10,0:1            | 2016-          |
| М5/1 (тип N63B44T3) | 456 кВт (612 гальм. к. с.) при 5500-6500 об/хв | 800 Н⋅м (590 фунт⋅фут) при 2000-5000 об/хв | 10,5:1            | 2020-          |

### M1
Застосування:
- 2009 – 2012 Alpina B7 Bi-Turbo: на основі BMW F01 7 серії[24][25].
- 2010 – 2011 Alpina B5 Bi-Turbo Sedan/Touring: на базі BMW F10/F11 5 серії.

### M1/1
Застосування:
- 2012 – 2014 Alpina B5 Bi-Turbo Sedan/Touring: на основі BMW F10/F11 5 серії[26]

### M1/2
Застосування:
- 2011 – 2015 Alpina B6 Bi-Turbo Coupé/Cabrio: на основі BMW F12/F13 6 серії[26]

### М2, М2/1
Застосування:
- 2014 – 2015 Alpina B6 Bi-Turbo Gran Coupé: на основі BMW F06 6 серії[27]
- 2012 – 2015 Alpina B7 Bi-Turbo: на основі BMW F01 7 серії[27][28]

### M2/2
- 2015 Alpina B5 Bi-Turbo Edition 50 Sedan/Touring: на основі BMW F10/F11 5 серії[29]
- 2015 – 2016 Alpina B6 Bi-Turbo Edition 50 Coupé/Cabrio: на основі BMW F12/F13 6 серії[29]
- 2016 Alpina B5 Bi-Turbo: на основі BMW F10/F11 5 серії
- 2016 – теперішній час Alpina B6 Bi-Turbo: на основі BMW F06/F12/F13 6 серії[29]

### M5
Код двигуна Alpina - N63M30A.
Застосування:
- 2016 – 2019 Alpina B7 Bi-Turbo: на базі BMW G12 7 серії[30]
- 2017 – теперішній час Alpina B5 Bi-Turbo: на базі BMW G30/G31 5 серії[31]

Еволюція цього двигуна з кращою подачею потужності відноситься до типу N63B44T3.
Застосування:
- 2019 – теперішній час Alpina B7: на базі BMW G12 7 серії[23]
- 2021 – теперішній час Alpina B8: на основі BMW G16 8 серії

## Північноамериканське відкликання
У грудні 2014 року BMW у Північній Америці опублікувала добровільне відкликання («Пакет обслуговування клієнтів»), що стосується проблем із розтягуванням ланцюга ГРМ, паливних форсунок, датчиків масової витрати повітря, вентиляційних ліній картера, акумулятора, вакуумного насоса двигуна, датчика палива низького тиску та перегляду інтервал обслуговування масла.
У 2019 році NHTSA розглянула численні проблеми з двигунами BMW N63, різні групові позови, пов’язані з ними, і ніколи офіційно не оголосила про масове відкликання щодо проблем із ущільненням клапанів, властивих лінійці N63. https://static.nhtsa.gov/odi/tsbs/2019/MC-10163992-9999.pdf#:~:text=The%20lawsuit%20alleges%20that%20the%20Class%20Vehicles%E2%80%99%20N63 ,розрядження,%20що%20потенційно%20може%20спричинити%20передчасний%20збій%20батареї.